# Суховеев, Максим Николаевич
Максим Николаевич Суховеев (бел. Максім Мікалаевіч Сухавееў; род. 23 июня 1979, Мозырь, Гомельская область) — белорусский футболист, полузащитник. Тренер мозырской «Славии».

## Карьера
Футболом начал заниматься в СДЮШОР №1 в родном городе Мозыре. Первый тренер Сергей Николаевич Ковалевич. В 1996 году футболист начал выступать за футбольный клуб «Полесье» в Третьей Лиге. В 1997 году перешёл в мозырский клуб МПКЦ, за который дебютировал в Высшей Лиге 3 ноября 1997 года в матче против могилёвского «Днепра». В последнем туре розыгрыша чемпионата 11 ноября 1997 года футболист забил свой дебютный гол за клуб в матче против клуба «Торпедо-Кадино». Затем на протяжении нескольких лет также выступал в фарм-клубе мозырского клуба, который носит название «Мозырь».
В июле 2000 года перешёл в брестское «Динамо». В 2001 году выступал за «Звезду-ВА-БГУ», по итогу с которой стал лучшим бомбардиром Первой Лиги с 28 забитыми голами. В 2002 году вернулся в мозырскую «Славию», вместе с которой на протяжении 3 сезонов в роли одного из ключевых футболистов выступал в Высшей Лиге. В период с 2005 по 2008 года выступал в брестском «Динамо» и бобруйской «Белшине».
В 2009 году снова вернулся в мозырский клуб. В феврале 2011 года футболист продлил контракт с клубом. В сезоне 2011 года футболист появился на поле лишь в 3 матчах, получив травму крестообразных связок. Однако по итогу стал победителем Первой Лиги.

## Тренерская карьера
Является выпускником Белорусского государственного университета физической культуры. В начале 2012 года завершил профессиональную карьеру футболиста из-за полученной травмы и присоединился тренерскому штабу дублирующего состава мозырской «Славии». В 2018 году присоединился к тренерскому штабу основной команды мозырского клуба.

## Достижения
«Славия-Мозырь»
- Победитель Первой Лиги — 2011